# Tessa Prendergast
Tessa Prendergast, également connue sous le nom de Tessa Welborn, née le 17 octobre 1928 et morte le 9 juillet 2001, était une actrice, styliste et femme d'affaires jamaïcaine. Elle spécialement connue pour avoir désigné le bikini blanc brisant les tabous porté par Ursula Andress dans le film de 1962 James Bond 007 contre Dr No.

## Filmographie
| Année | Titre           | Rôle                 |
| ----- | --------------- | -------------------- |
| 1952  | Song of Paris   | Danseuse Seven Veils |
| 1954  | Le Roi des îles | Kakofel              |
| 1956  | Hélène de Troie |                      |
| 1956  | Manfish         | Alita                |